# Gimpil Dardschaalan Chiid

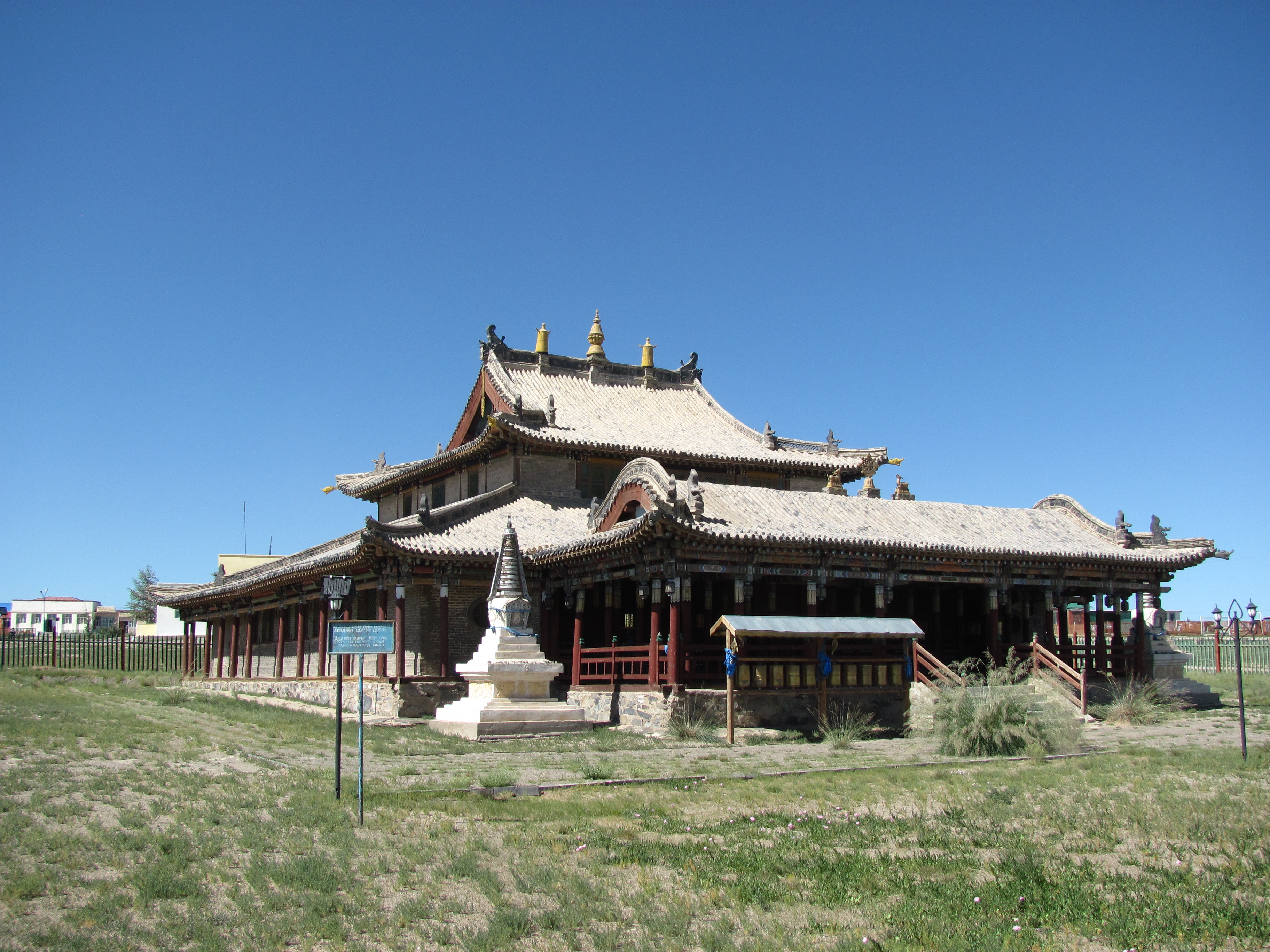
Tempel des Klosters Gimpil Darjaalan Khiid.

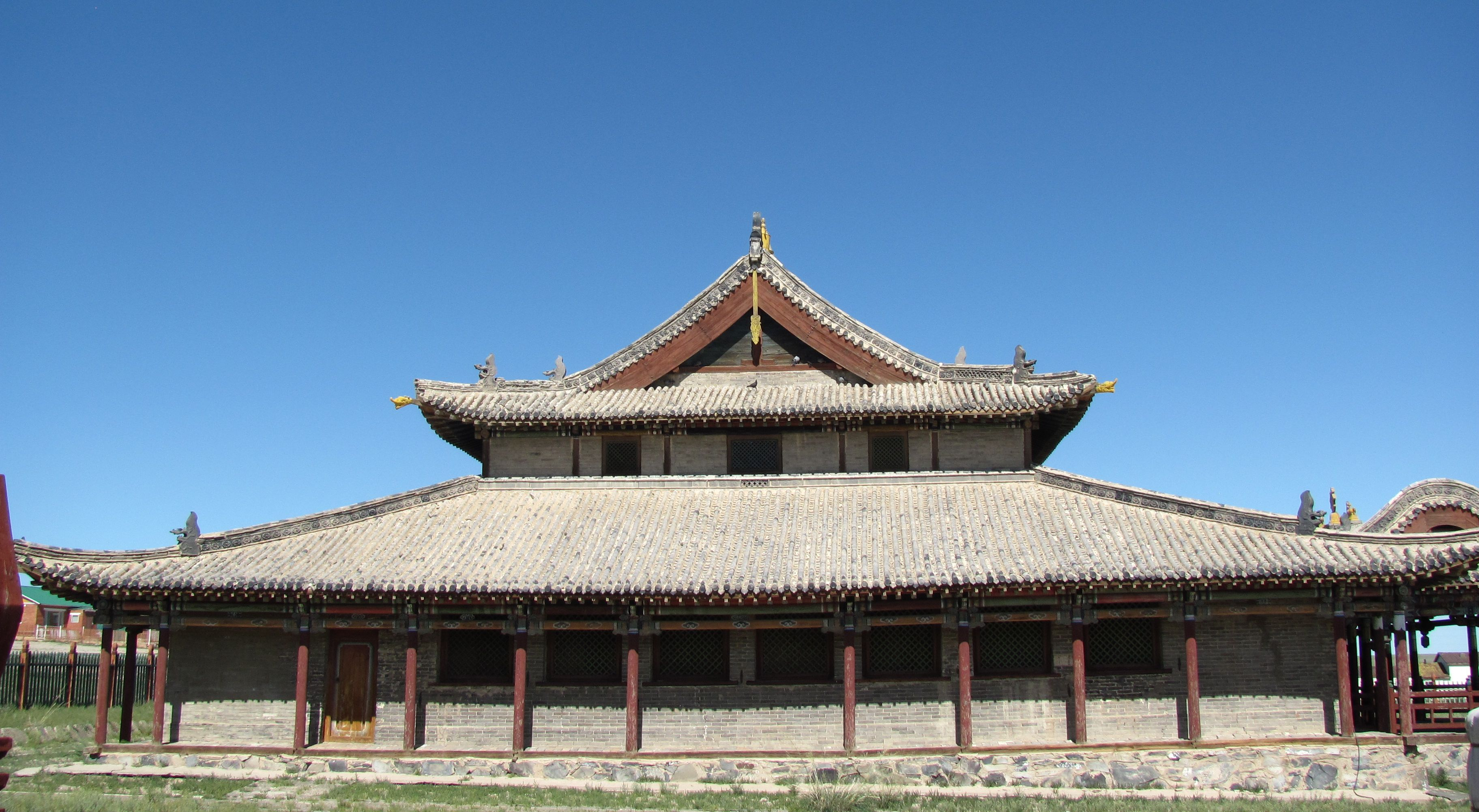
Seitenansicht des Tempels.

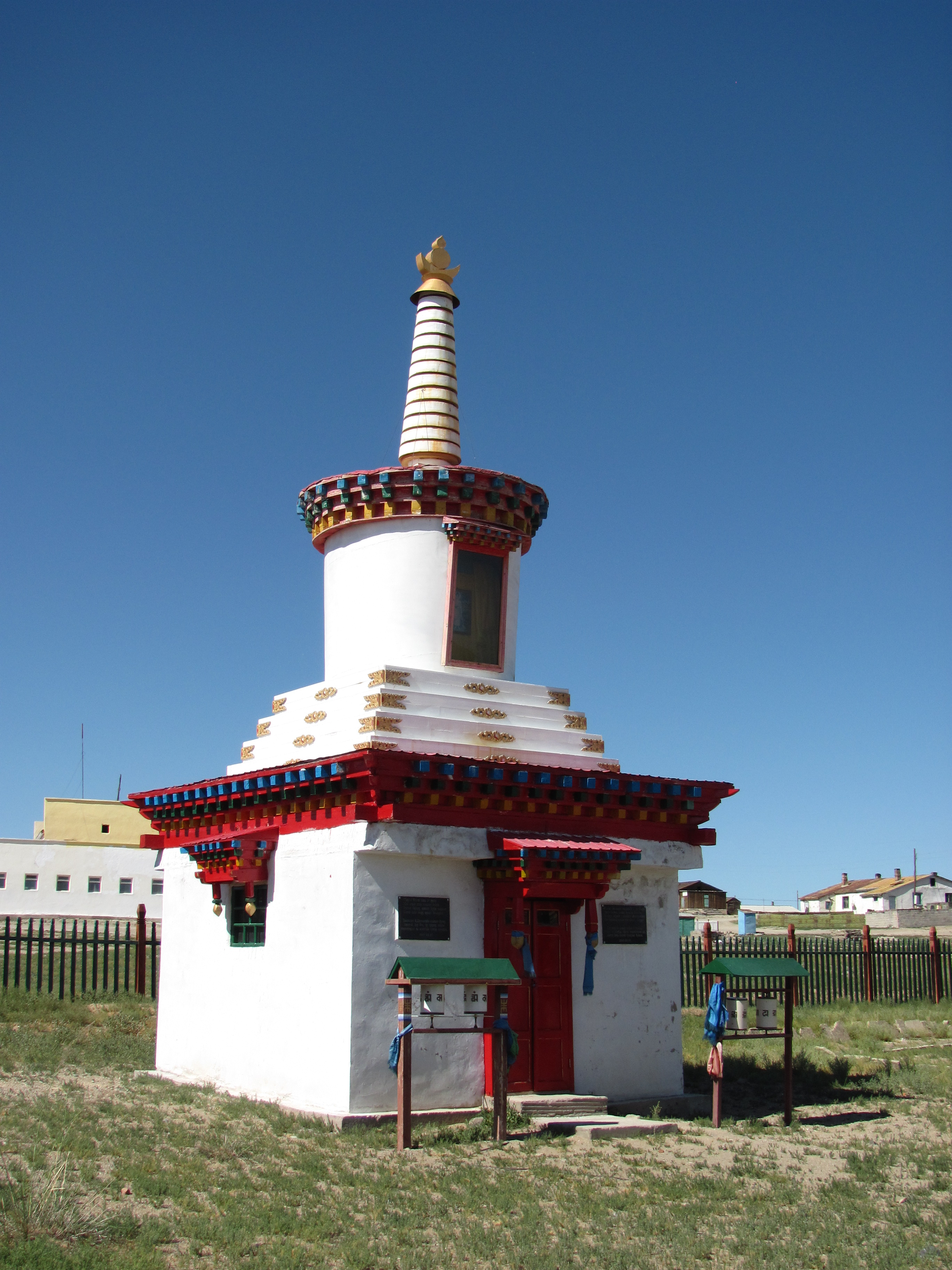
Stupa.

Gimpil Dardschaalan Chiid (mongolisch Гимпил Даржаалан Хийд) ist ein buddhistisches Kloster in der Kreisstadt Erdenedalai in dem gleichnamigen Landkreis (Sum) in der mongolischen Provinz (Aimag) Dund-Gobi. Das mongolische Wort Chiid bedeutet „Kloster“.

## Lage
Das Kloster liegt im Ortskern von Erdenedalai in einer ariden, ebenen Landschaft, 109 km westlich der Aimag-Hauptstadt Mandalgobi und 369 km südsüdwestlich von Ulaanbaatar, der Hauptstadt der Mongolei im westlichen Teil des Aimags Dundgov.

## Geschichte
Das Kloster Gimpil Dardschaalan Chiid wurde gegen Ende des 18. Jahrhunderts zur Erinnerung an den ersten Besuch eines Dalai Lama in der Mongolei erbaut. Zeitweise lebten in ihm bis zu 500 Mönche. 
Als eines der wenigen buddhistischen Klöster und Tempel überstand es den stalinistischen Terror in der Mongolei in den 1930er Jahren. Ab 1937 wurde das Kloster als Lagerhaus zweckentfremdet, jedoch blieben die Baulichkeiten unangetastet. 
Seit 1990 wird es wieder als Kloster bzw. Tempel genutzt. 1992 besuchte der 14. Dalai Lama die Anlage.

## Anlage und Bauwerke
Das relativ kleine Kloster Gimpil Dardschaalan Khiid ist eine außergewöhnliche, wenn auch wenig bekannte Sehenswürdigkeit der Provinz Dundgov, da es zu einer Gruppe von lediglich einem halben Dutzend Klöstern bzw. Tempeln zählt, die aus der Zeit vor der Mongolischen Volksrepublik unzerstört erhalten sind, während die übrigen Klöster – 1936 zählte man in der Mongolei 747 Klöster – bzw. Tempel der Mongolei den Zerstörungen von 1937 zum Opfer fielen. 
In der Mitte der Klosteranlage erhebt sich der mit quadratischem Grundriss auf einem Sockel aus Bruchsteinen errichtete Tempel. Ganz im Gegensatz zu den meisten anderen Tempeln der Mongolei – insbesondere zu den nach 1990 wieder errichteten – ist er nicht mit grünen oder roten, sondern mit grauen Dachziegeln gedeckt. In seinem Innern ist unter anderem eine Statue des Gründers einer besonderen Richtung des Buddhismus in der Mongolei, Tsongkapa, beachtenswert. 
Vor dem Tempel stehen die im Buddhismus tibetischer Richtung üblichen Gebetsmühlen sowie ein kleiner weißer Stupa. Ein weiterer, erheblich größerer Stupa befindet sich etwas abseits der Tempels unweit des Wohngebäudes der Mönche hinter einer Jurte.